# Zdenka Kramplová
Zdenka Kramplová, née le 7 août 1957 à Krupina (Tchécoslovaquie), est une femme politique slovaque. Membre du ĽS-HZDS, elle est ministre des Affaires étrangères entre 1997 et 1998, ministre de l'Agriculture entre 2007 et 2008 et députée entre 2006 et 2007 et en 2008. 

## Sources
- (en) Cet article est partiellement ou en totalité issu de l’article de Wikipédia en anglais intitulé « Zdenka Kramplová » (voir la liste des auteurs).